# Friedrich Magnus IV. zu Solms-Wildenfels
Friedrich Magnus IV. Graf zu Solms-Wildenfels (* 26. Juli 1847 in Chulmitzsch; † 25. November 1910 in Wildenfels) war ein deutscher Standesherr und Politiker.

## Familie
Solms-Wildenfels war der Sohn von Friedrich Magnus III. Graf zu Solms-Wildenfels (1811–1883) und dessen Ehefrau Ida von Castell-Castell (* 31. März 1817; † 2. September 1882). Solms-Wildenfels heiratete am 5. November 1874 Jacqueline Christine Anne Adelaide Gräfin Bentinck (* 4. Januar 1855; † 12. Dezember 1933). Er hatte fünf Geschwister: Marie Auguste (1845–1911), Heinrich Carl (1849–1901), Friedrich Otto Reinhard (Fritz) (1851–1870), Otto (1854–1929) und Ida Gustave (*/ † 1856).
Solms-Wildenfels wurde nach dem Tod des Vaters 1883 regierender Graf der Herrschaft Wildenfels. Als solcher war er erbliches Mitglied der Ersten Kammer des Sächsischen Landtags.